# 앤드루 커닝엄
해군 원수 앤드루 브라운 커닝엄( KT GCB OM DSO & Two Bars               , 1883년 1월 7일 – 1963년 6월 12일)은 제2차 세계 대전 당시 영국 왕립 해군의 고위 참모였다. 그는 별명인 "ABC"로 더 많이 알려졌다.
커닝엄은 1883년 1월 7일 더블린 남부의 래스마인즈에서 태어났다. 더블린과 에든버러에서 초기 교육을 받은 이후, 그는 10살에 스터빙턴 하우스 학교에 입학 신청을 했고 이 때부터 영국 해군과의 인연을 만들어 나갔다. 그는 1897년 사관생도 훈련함인 브리타니아에 해군 사관생도로 입대하여 1898년에 수료했다. 그는 제1차 세계 대전과 대부분의 전간기 동안 구축함의 지휘를 맡았다. 그는 이 기간 동안의 공로, 특히 다르다넬스 해협과 발트 3국에서의 행동으로 무공훈장 (영국)과 2개의 바를 수여받았다.
제2차 세계 대전 당시, 지중해 함대의 사령관으로써, 커닝엄은 지중해 해전의 여러 중요한 전투에서 영국 해군이 승리를 거둘 수 있도록 이끌었다. 이러한 전투에는 역사상 첫 공대함 공격인 1940년 타란토 전투와 1941년의 마타판곶 해전이 있다. 커닝엄은 알렉산드리아, 지브롤터와 몰타를 잇는 지중해 보급선을 방어하는데 주력했다. 그는 또한 서지중해 연안대의 여러 연합군 상륙에서 해군 지원을 맡기도 했다. 1943년 가을, 현직인 더들리 파운드 경의 사망으로 커닝엄은 제1해군경으로 승진했으며 1946년 은퇴할 때까지 그 직위를 맡았다. 1945년 그는 하인드호프의 커닝엄 남작이라는 작위를 받았으며 1946년 하인드호프의 커닝엄 자작으로 직위가 올라갔다. 은퇴 후 그는 1953년 엘리자베스 2세의 즉위식에서 왕실 집사장을 맡기도 했다. 그는 1963년 6월 12일 80세의 나이로 사망했다.

## 어린 시절
커닝엄은 1883년 1월 7일 더블린주 래스마인즈에서 태어났는데, 다니엘 존 커닝엄 교수와 엘리자베스 커밍 브라운 부부의 다섯 자녀 중 셋째였으며, 둘 다 스코틀랜드 혈통이었다. 앨런 커닝엄 경 장군은 그의 남동생이었다. 그의 부모는 "강한 지적 및 성직자 전통"을 가졌다고 묘사되었는데, 두 할아버지 모두 성직자였다. 그의 아버지는 트리니티 칼리지 (더블린)에서 해부학 교수였고, 그의 어머니는 전업주부였다. 엘리자베스 브라운은 하인들과 가정교사들의 도움을 받아 그의 양육 대부분을 감독했으며, 그 결과 그는 그녀와 "따뜻하고 친밀한" 관계를 가졌다고 전해진다.
더블린에서 짧은 학교 교육을 마친 후 그는 에든버러 아카데미로 보내져 이모인 두들스와 코니 메이와 함께 지냈다. 10살 때 그는 아버지로부터 "해군에 가고 싶니?"라는 전보를 받았다. 당시 가족은 해군과 아무런 인연이 없었으며, 커닝엄은 바다에 대한 막연한 관심만 가지고 있었다. 그럼에도 불구하고 그는 "네, 제독이 되고 싶어요"라고 답했다. 그는 그 후 해군 예비학교인 스터빙턴 하우스로 보내졌는데, 이 학교는 입학 시험을 통해 학생들을 보내는 데 특화되어 있었다. 커닝엄은 시험에 합격했으며, 특히 수학에서 뛰어난 실력을 보였다.

## 초기 해군 경력

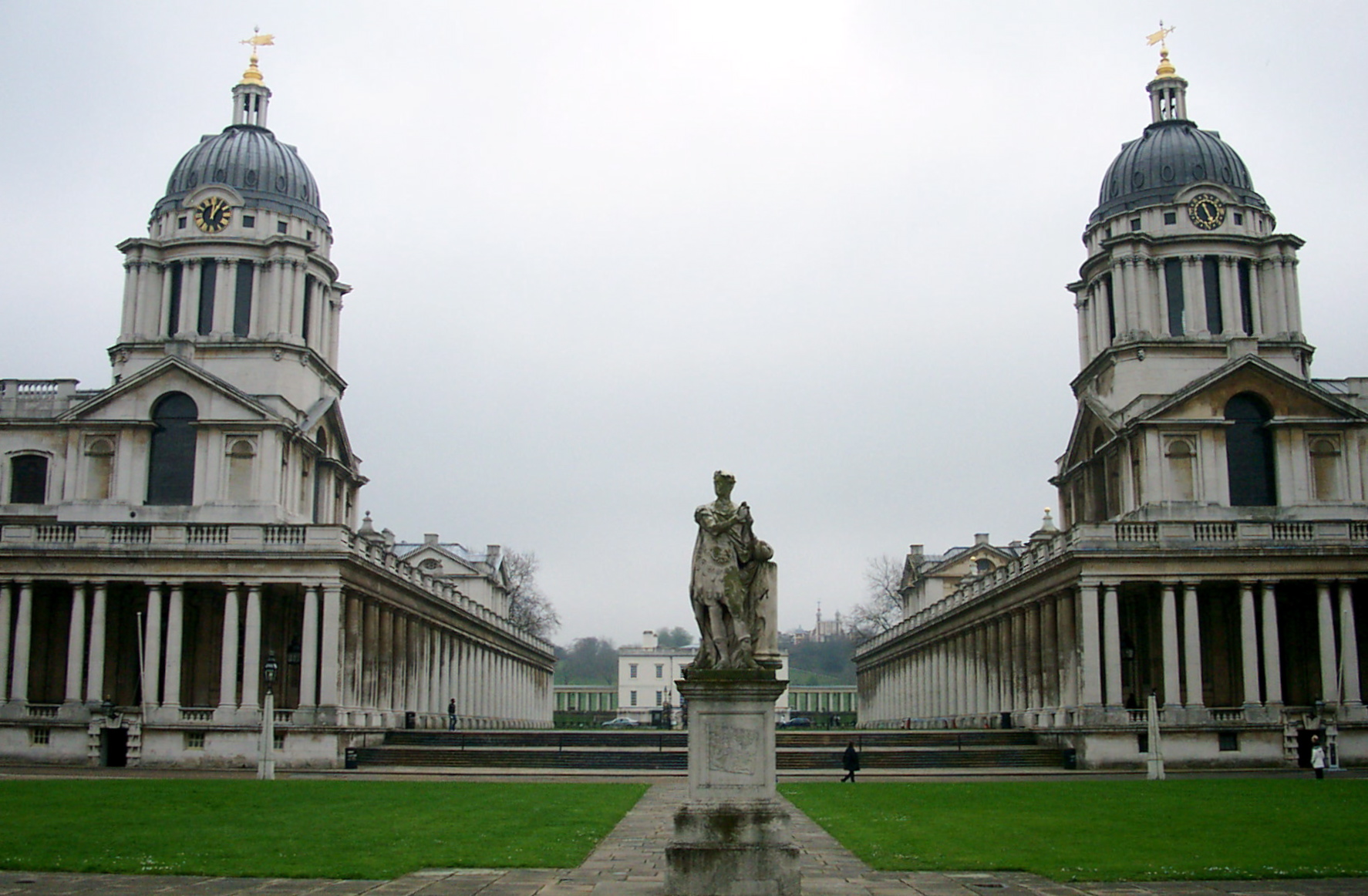
커닝엄이 두 번의 소위 과정을 이수한 그리니치 왕립 해군 학교

1897년 1월 15일, 커닝엄은 64명의 다른 소년들과 함께 영국 왕립 해군에 다트머스의 훈련함인 브리타니아에 사관생도로 입대했다. 그의 동급생 중 한 명은 미래의 해군 원수가 될 제임스 섬머빌 경이었다. 커닝엄은 필드 스포츠에 대한 열정이 부족했지만, 골프를 즐기고 여가 시간의 대부분을 "배에서 어슬렁거리는" 데 보낸 것으로 알려졌다. 그는 회고록에서 과정이 끝날 무렵 "바다에서 모험을 찾고 싶어 안달이 났다"고 말했다. 그는 여러 사소한 비행을 저질렀음에도 불구하고, 품행에서 매우 좋은 평가를 받았다. 그는 1898년 4월에 수학과 항해술에서 1등급 점수를 받으며 10등으로 졸업했다.
그의 첫 임무는 1899년 HMS Doris에서 사관후보생으로 근무하면서 제2차 보어 전쟁이 시작될 때 희망봉 해군 기지에서 근무하는 것이었다. 1900년 2월까지 그는 "이것이 용기와 행동에서의 명성을 위한 기회를 약속한다"고 믿었기 때문에 해군 여단으로 전근했다. 커닝엄은 그 후 해군 여단의 일원으로 프리토리아와 다이아몬드 힐에서 전투에 참여했다. 그는 그 후 1901년 12월 HMS Hannibal에서 사관후보생으로 다시 바다로 나갔다. 이듬해 11월 그는 방호순양함 Diadem에 합류했다. 1902년부터 커닝엄은 포츠머스와 그리니치에서 소위 과정을 이수했다. 그는 1903년에 6개월 동안 지중해의 전함 Implacable에서 소위로 복무했다. 1903년 9월, 그는 HMS Locust로 전근하여 부사령관으로 복무했다. 그는 1904년에 중위로 진급했으며, 다음 4년 동안 여러 함선에서 복무했다. 1908년, 그는 그의 첫 번째 지휘권인 어뢰정 HM 어뢰정 14호를 받았다.

## 제1차 세계 대전

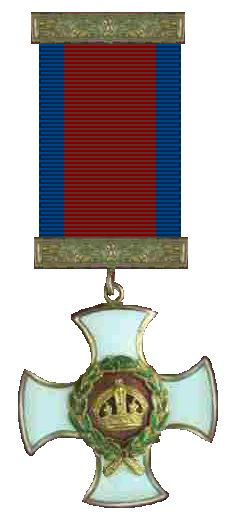
무공훈장 (영국)

커닝엄은 제1차 세계 대전 동안 높은 훈장을 받은 장교였으며, 무공훈장 (DSO)과 두 개의 바를 받았다. 1911년 그는 구축함 HMS Scorpion의 지휘를 맡았으며, 전쟁 내내 이 함선을 지휘했다. 1914년, 스콜피온은 독일 황립해군 순양전함과 순양함인 고벤과 브레슬라우를 추격하는 작전에 참여했다. 이 작전은 고벤과 브레슬라우를 찾아 파괴하는 것을 목표로 했지만 독일 전함들은 영국 함대를 피하여, 다르다넬스 해협을 통과하여 콘스탄티노폴리스에 도착했다. 이들의 도착은 오스만 제국이 1914년 11월 동맹국에 합류하는 데 기여했다. 피 한 방울 흘리지 않은 "전투"였지만, 영국의 추격 실패는 엄청난 정치적, 군사적 파급 효과를 가져왔다. 윈스턴 처칠의 말에 따르면, 그들은 "이전에 어떤 배도 겪어보지 못한 더 많은 살육, 더 많은 비참함, 더 많은 파멸"을 가져왔다.
커닝엄은 지중해에 머물렀고 1915년에 스콜피온은 다르다넬스 해협 공격에 참여했다. 그의 공로로 커닝엄은 1915년 7월 사령관으로 진급했다. 그는 또한 1916년 3월 런던 가제트에 실린 무공훈장을 수여받았다. 커닝엄은 1916년 대부분을 일상적인 순찰에 보냈다. 1916년 후반에는 호송선 보호 임무에 참여했으며, 그는 이 임무를 평범하다고 생각했다. 그는 이 기간 동안 독일 유보트와 접촉이 없었으며, 이에 대해 "내 호송선단의 무사고는 순전히 운 때문이었을 것"이라고 언급했다. 지중해에는 공격 가능성이 거의 없다고 확신한 그는 본국으로 귀환을 요청했다. 스콜피온은 1918년 1월 21일에 퇴역했다. 스콜피온의 함장으로 7년 동안 근무하면서 커닝엄은 일류 항해술에 대한 명성을 쌓았다. 그는 1918년 4월 로저 키스 부제독에 의해 키스 제독의 도버 순찰대 소속인 HMS Termagant으로 전근되었다. 도버 순찰대에서의 그의 행동으로 인해 그는 이듬해 DSO에 바를 추가로 받았다.

## 전간기

### 코원과의 관계
커닝엄은 전간기에 많은 전투를 경험했다. 1919년, 그는 발트해에서 임무를 수행하는 S급 구축함 Seafire를 지휘했다. 공산주의자, 러시아 백군, 여러 종류의 라트비아 민족주의자들, 그리고 독일인들이 라트비아를 지배하려 시도했으며, 영국 정부는 브레스트-리토프스크 조약 이후 라트비아의 독립을 인정했다. 이 항해에서 커닝엄은 월터 코원 제독을 처음 만났다. 커닝엄은 코원의 방법에 깊은 인상을 받았는데, 특히 짙은 안개와 기뢰가 함대를 위협하는 잠재적으로 위험한 해역을 항해하는 그의 방식에 감탄했다.
라트비아 독립 운동을 약화시키려는 독일군과의 여러 잠재적으로 문제가 될 만한 만남 동안, 커닝엄은 "훌륭한 자제력과 판단력"을 보여주었다. 코원은 "커닝엄 사령관은 한 번도 빠짐없이 신속하고 단호하게 행동했으며, 탁월한 용기와 흔들리지 않는 결단력을 가진 장교임을 입증했습니다."라고 말했다.
그는 1919년 12월 31일부로 대령으로 진급했다. 발트해에서의 공로로 커닝엄은 1920년 3월 런던 가제트에 실린 대로 그의 DSO에 두 번째 바를 수여받았다. 대령으로서 그의 첫 임명은 헬골란트섬의 해군 연합 통제 위원회 회장이었다. 1922년 발트해에서 돌아온 후, 그는 제6 구축함 전대의 대령으로 임명되었고, 그 해 후반에는 제1 구축함 전대, 그리고 1924년부터 1926년까지 포스만에 있는 해군 기지인 HMS Columbine의 대령으로 임명되었다. 커닝엄은 1926년부터 1928년까지 코원 부제독과의 인연을 다시 맺었다. 이 시기 커닝엄은 북아메리카 및 서인도 전대에서 코원의 기함 대령 겸 참모장으로 근무했으며, 이 전대는 버뮤다의 식민지 임페리얼 요새에 있는 버뮤다 왕립 해군 조선소에 기반을 두고 펨브로크에 있는 애드미럴티 하우스에 지상 사령부가 있었다. 그의 회고록에서 커닝엄은 자신이 코원을 "높이 평가했다"는 점()과 두 번의 공동 복무 기간 동안 그로부터 배운 많은 교훈을 분명히 했다.
1920년대 후반, 커닝엄은 영국으로 돌아와 쉬어니스의 육군 고급 장교 학교와 임페리얼 방위 대학에서 과정을 수강했다. 1929년, 커닝엄이 임페리얼 방위 대학에 있을 때, 그는 노나 바이애트(호레이스 바이애트의 딸)와 결혼했지만 자녀는 없었다. 대학에서 1년 후, 커닝엄은 그의 첫 대형 함선인 전함 Rodney의 지휘를 맡았다. 18개월 후, 그는 왕립 해군 사관학교, 채텀에 있는 HMS Pembroke의 준장으로 임명되었다.

### 기함 지위로 승진

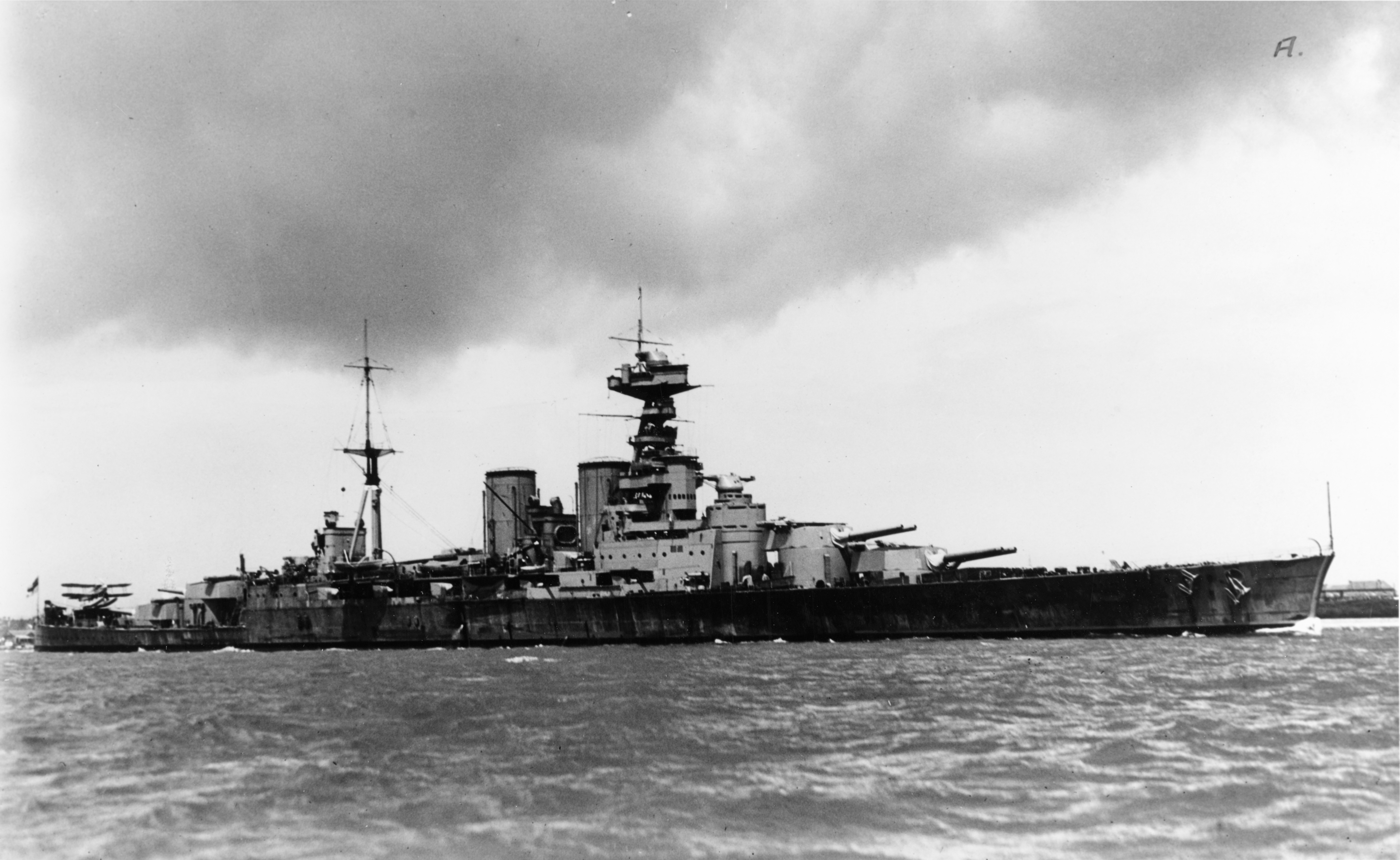
HMS 후드 순양전함, 지중해 함대 부사령관으로서 커닝엄의 기함

1932년 9월, 커닝엄은 장성 계급으로 승진하여 국왕의 전속부관이 되었다. 그는 1933년 12월 지중해의 구축함 담당 소장으로 임명되었고 1934년에는 바스 훈장의 동료가 되었다. 경순양함 Coventry에 기를 게양한 커닝엄은 이 시간을 함대 운용 훈련에 활용했으며, 이는 제2차 세계 대전에서 많은 칭찬을 받게 될 것이었다. 또한 대서양에서 함대 훈련이 있었는데, 여기서 그는 앞으로도 큰 효과를 발휘할 야간 작전의 기술과 가치를 익혔다.
1936년 7월 부제독으로 진급한 후, 런던 해군 군축 회담으로 인해 추가적인 현역 근무는 희박해 보였다. 그러나 1년 후 제프리 블레이크 경의 병으로 인해 커닝엄은 순양전함 편대 사령관과 지중해 함대 부사령관직을 겸임하게 되었고, HMS 후드를 기함으로 삼았다. 작은 함선에서 오랜 기간 복무한 후, 커닝엄은 후드 함내의 숙소를 거의 궁궐 같다고 생각했으며, 이전의 대형 함선 경험인 로드니 함보다도 뛰어났다고 여겼다.
그는 1938년 9월까지 지휘권을 유지했으며, 그 후 해군본부의 해군 참모차장으로 임명되었지만, 실제로는 1938년 12월에야 이 직책을 맡았다. 그는 행정 업무를 싫어했기 때문에 이 육상 근무를 마지못해 수락했지만, 해군본부 이사회의 그에 대한 높은 평가는 분명했다. 당시 제1해군경이었던 로저 백하우스 경 제독의 병환 기간 중 6개월 동안 그는 제국 방위 위원회와 해군본부 이사회에서 백하우스 경을 대리했다. 1939년 그는 바스 훈장의 기사단장(KCB)이 되어 앤드루 커닝엄 경으로 알려지게 되었다.

## 제2차 세계 대전
커닝엄은 지중해 함대 사령부를 "영국 왕립 해군이 제공하는 최고의 사령부"라고 묘사했으며, 회고록에서 "내 세대의 어떤 해군 장교보다도 지중해를 잘 알았다"고 언급했다. 커닝엄은 1939년 6월 5일 알렉산드리아에 도착한 다음 날인 6월 6일 HMS Warspite에 기를 게양하고 지중해 사령관이 되었다. 사령관으로서 커닝엄의 주된 관심사는 이집트와 몰타로 향하는 호송선단의 안전이었다. 이 호송선단은 작고 영국 식민지이자 해군 기지인 몰타를 전쟁에 계속 참여시키는 데 절실히 필요했기 때문에 매우 중요했다. 몰타는 전략적 요충지였고 커닝엄은 이를 완전히 인지하고 있었다. 커닝엄은 지중해에서 영국 해군력에 대한 주된 위협이 이탈리아 왕국 해군에서 올 것이라고 믿었다. 따라서 커닝엄은 이탈리아가 전쟁에 참전할 때 영국 함대가 준비될 수 있도록 그의 함대를 높은 준비 태세로 유지했다.

### 프랑스 항복 (1940년 6월)
지중해 총사령관으로서 커닝엄은 1940년 6월 프랑스 항복 이후 르네에밀 고드프루아 프랑스 제독과 알렉산드리아 주둔 프랑스 함대인 포스 X의 비무장화 및 억류를 협상해야 했다. 처칠은 커닝엄에게 프랑스 전함이 항구를 떠나는 것을 막고, 프랑스 전함이 적의 손에 넘어가지 않도록 명령했다. 당시 알렉산드리아에 주둔하고 있던 커닝엄은 고드프루아와 민감한 협상에 들어갔는데, 그의 함대가 |2 전함, 4척의 순양함, 3척의 구축함 및 1척의 잠수함으로 구성되어 위협이 되지 않도록 하기 위함이었다. 해군성은 커닝엄에게 7월 3일까지 협상을 완료하라고 명령했다.
합의가 임박했을 때 고드프루아가 메르스엘케비르에서 영국이 프랑스에 취한 조치를 알게 되었고, 잠시 동안 커닝엄은 알렉산드리아항 내에서 프랑스와 영국 군함 간의 전투를 우려했다. 마감일은 지났지만, 커닝엄이 개인적인 수준으로 협상을 진행하고 영국 함선들이 프랑스 측에 호소하자 협상은 잘 끝났다.
커닝엄의 협상은 성공하여 프랑스군은 연료탱크를 비우고 포에서 발사 장치를 제거했다. 커닝엄은 그 대가로 함선 승무원들을 본국으로 송환하겠다고 약속했다.

### 타란토 전투 (1940년 11월)
프랑스 함대의 위협은 제거되었지만, 커닝엄은 이집트에 주둔한 영국군의 북아프리카 전역에 대한 이탈리아 함대의 위협을 여전히 인식하고 있었다. 영국 왕립 해군은 지중해에서 여러 차례 승리하여 세력 균형을 상당히 흔들었음에도 불구하고, 현존함대 이론을 따르던 이탈리아군은 함선을 항구에 그대로 두었다. 이로 인해 영국 함대에 대한 출격 위협은 심각한 문제가 되었다. 당시 타란토 항구에는 전함 6척(이 중 5척은 전투 가능), 중순양함 7척, 경순양함 2척, 구축함 8척이 있었다. 해군성은 공격 가능성을 우려하여 '작전명 판결(Operation Judgement)'을 수립했는데, 이는 타란토 항구에 대한 기습 공격이었다. 공격을 수행하기 위해 해군성은 루믈리 리스터가 지휘하는 신형 항공모함 HMS Illustrious를 커닝엄 함대에 합류시키도록 HMS Eagle에 보냈다.
공격은 1940년 11월 11일 21시에 시작되었는데, 두 번의 페어리 소드피시 뇌격기의 첫 번째 파동이 일러스트리어스에서 이륙했고, 한 시간 뒤에 두 번째 파동이 뒤따랐다. 공격은 대성공이었다. 이탈리아 함대는 하룻밤 만에 전력의 절반을 잃었다. "현존함대"의 중요성은 줄어들었고, 영국 해군의 지중해 통제에 대한 위협은 상당히 감소했다. 커닝엄은 이 승리에 대해 "타란토와 1940년 11월 11~12일 밤은 함대 항공대가 해군에게 가장 파괴적인 무기임을 영원히 보여준 것으로 기억되어야 한다"고 말했다. 영국 해군은 항공모함에서 소수의 항공기를 사용하여 역사상 최초의 전 항공기 해군 공격을 시작했다. 이 점과 습격의 다른 측면들은 1941년 진주만 공격의 일본군 계획에 중요한 사실이었다. 일본군 계획 참모들은 이를 집중적으로 연구한 것으로 알려져 있다.
당시 커닝엄의 공식적인 반응은 기억에 남을 만큼 간결했다. 마지막 공격기를 착륙시킨 후, 일러스트리어스는 "작전 판결 실행됨"이라고 신호했다. 다음 날 공중 정찰 사진을 통해 여러 이탈리아 함선이 침몰하거나 행동 불능 상태가 된 것을 확인한 후, 커닝엄은 "기동 잘 실행됨"을 의미하는 두 글자 암호 그룹으로 답했다.

### 마타판곶 해전 (1941년 3월)

마타판곶 해전 요약

1941년 3월 말, 히틀러는 그리스 주둔 영국 원정군에 보급하는 수송선을 막으려 했고, 이탈리아 해군만이 이를 시도할 수 있는 유일한 전력이었다. 커닝엄은 그의 전기에서 "나는 이탈리아군이 아무것도 시도하지 않을 것이라고 생각하는 경향이 있었다. 나는 작전 참모인 파워 사령관과 적을 전혀 보지 못할 것이라고 10 실링을 걸었다."라고 말했다.
독일의 압력을 받은 이탈리아 해군은 1941년 3월 28일 영국 함대에 대한 공격을 개시할 계획이었다. 이탈리아군 지휘관인 안젤로 야키노 제독은 |2 전함으로 양면 공격을 감행하여 해당 지역의 영국 순양함 전대(헨리 프라이덤-위플 경 부제독 지휘)에 대한 기습 공격을 수행할 의도였다. 그러나 커닝엄은 이탈리아 에니그마 메시지를 해독하여 이탈리아 해군의 활동을 파악하고 있었다. 이탈리아군의 의도는 불분명했지만, 커닝엄의 참모들은 영국군 병력 수송선에 대한 공격이 있을 가능성이 높다고 판단했고, 적의 계획을 방해하고 가능하다면 그들의 함대를 저지하라는 명령이 내려졌다. 그러나 커닝엄은 자신의 활동을 위장하고 싶어 골프 게임과 가상의 저녁 모임을 주선하여 적 요원들을 오도했다(실제로 그는 지역 일본 영사에게 도청당했다).
해질녘, 그는 HMS 워스파이트에 탑승하여 알렉산드리아를 떠났다. 공중 공격이 이탈리아군을 약화시킬 수 있다는 것을 깨달은 커닝엄은 Formidable의 알바코어 뇌격기들을 공격하도록 명령했다. 비토리오 베네토에 대한 명중은 일시적으로 그녀를 느리게 만들었고 야키노는 그의 함대가 항공 지원 없이는 취약하다는 것을 깨닫고 병력에 철수 명령을 내렸다. 커닝엄은 이탈리아 함대를 추격하라는 명령을 내렸다.
폼메이더블에서 발진한 공중 공격이 순양함 |2를 무력화시켰고, 야키노는 커닝엄의 추격 전함 함대를 알지 못한 채 순양함과 구축함 전대에 돌아가 폴라를 보호하라고 명령했다. 그 사이 커닝엄은 프라이덤-위플의 순양함 전대와 합류하고 있었다. 하루 종일 여러 차례 추격과 출격이 있었지만 전체적인 승자는 없었다. 이탈리아 함선 중 야간 전투를 위해 장비된 함선은 없었으며, 밤이 되자 그들은 타란토로 돌아가려 했다. 레이더를 장착한 영국 전함 함대는 22시 직후 이탈리아 함대를 감지했다. 제2차 세계 대전 중 해전의 중요한 순간에 전함 Barham, Valiant, 그리고 워스파이트는 불과 3,800야드 (3.5 km) 거리에서 두 척의 이탈리아 순양함에 발포하여 불과 5분 만에 이들을 파괴했다.
비토리오 베네토는 타란토로 돌아가 전투에서 탈출했지만, 커닝엄이 그의 참모들의 조언에 반하여 밤에 추격을 계속한 것에 대해 많은 찬사가 있었다. 타란토에서의 이전 패배에 이어, 마타판곶에서의 패배는 이탈리아 해군에 또 다른 전략적 타격을 주었다. 5척의 함선(중순양함 3척과 구축함 2척)이 침몰했으며, 약 2,400명의 이탈리아 해군이 전사, 실종 또는 포로가 되었다. 영국은 어뢰 폭격기 한 대가 격추되었을 때 세 명의 비행대원만 잃었다. 커닝엄은 파워 사령관과의 내기에서 졌지만, 지중해 전쟁에서 전략적 승리를 거두었다. 타란토와 마타판곶에서의 패배는 이탈리아 해군이 1941년 후반에 있었던 그리스와 크레타의 치열한 철수 작전에 개입하지 못했음을 의미했다. 또한, 전쟁의 남은 기간 동안 이탈리아 왕국 해군이 동지중해를 연합 함대에 양보하고, 전쟁의 남은 기간 동안 항구를 떠나지 않도록 보장했다.

### 크레타 전투 (1941년 5월)

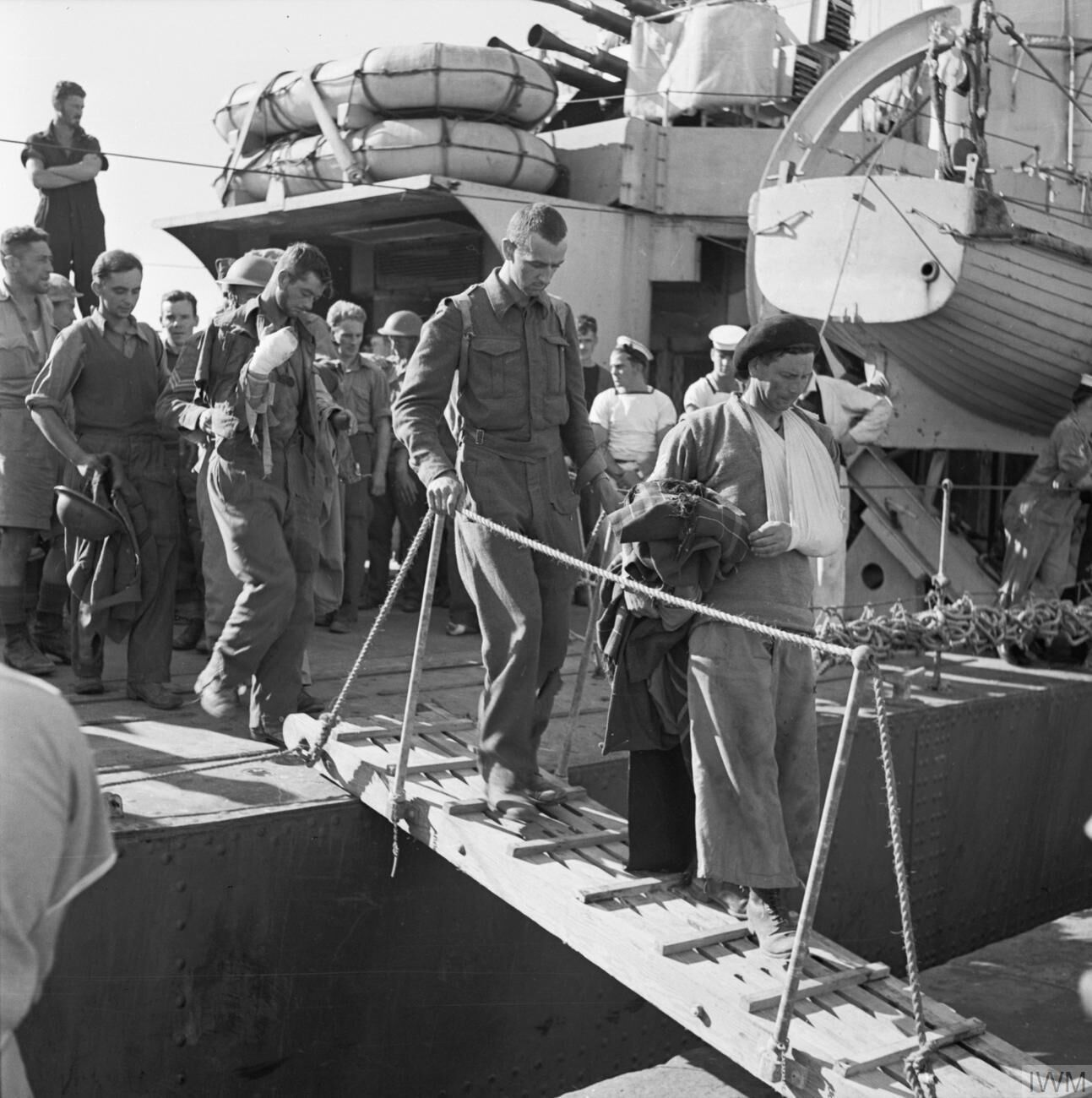
부상당한 영국군이 알렉산드리아로 대피 중

1941년 5월 20일 아침, 나치 독일은 '메르쿠르 작전'(Operation Mercury)이라는 암호명으로 크레타에 공수 침공을 개시했다. 초기 막대한 사상자에도 불구하고, 크레타 서부의 말레메 공항은 독일군에게 함락되었고, 이는 독일군이 대규모 증원군을 공수하여 연합군을 압도할 수 있게 했다.
일주일간의 치열한 전투 끝에 영국 지휘관들은 상황이 절망적이라고 판단하고 스파키아에서 철수 명령을 내렸다. 다음 나흘 밤 동안 16,000명의 병력이 선박(유명한 라플라타강 해전의 HMS Ajax 포함)으로 이집트로 대피했다. 소수의 선박은 이라클리오에서 별도의 임무로 병력을 철수시킬 예정이었으나, 이 선박들은 이동 중 루프트바페 급강하폭격기의 공격을 받았다. 항공 지원 없이 커닝엄의 함선들은 심각한 손실을 입었다. 그러나 커닝엄은 "해군이 육군을 실망시켜서는 안 된다"고 굳게 결심했고, 육군 장성들이 너무 많은 함선을 잃을까 우려하자 커닝엄은 다음과 같이 말했다.
해군이 배 한 척을 만드는 데는 3년이 걸린다. 새로운 전통을 만드는 데는 300년이 걸릴 것이다. 철수는 계속될 것이다.

커닝엄과 그의 부하들의 "결코 포기하지 않는" 태도 덕분에 크레타에 있던 22,000명 중 16,500명이 구조되었지만, 이 과정에서 순양함 3척과 구축함 6척이 손실되었다. 다른 주요 군함 15척도 손상되었다.

### 연합 원정군 (1942~1943)

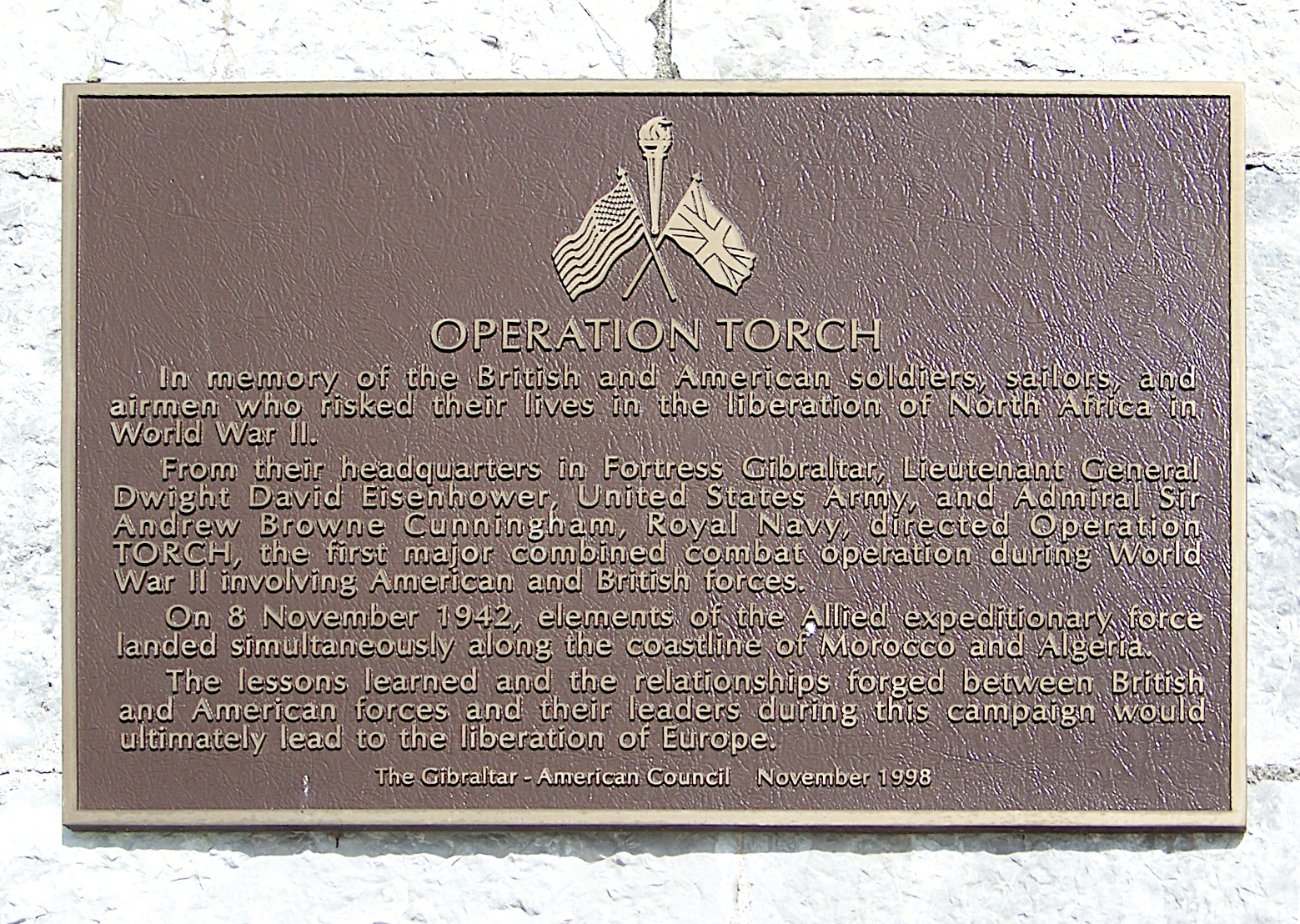
지브롤터에 있는 횃불 작전 기념 명판.

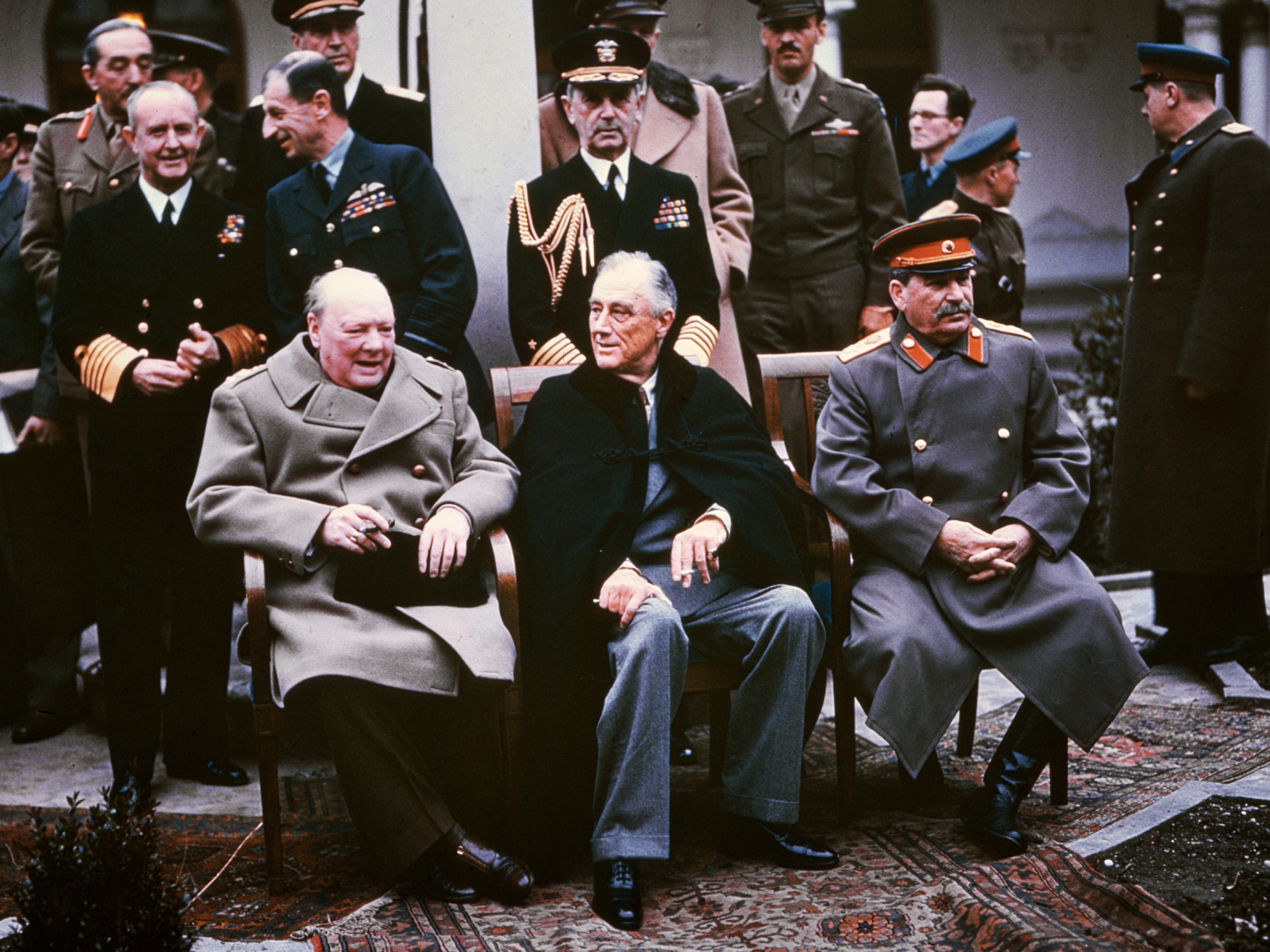
얄타 회담에서 윈스턴 처칠 뒤에 서 있는 커닝엄.

커닝엄은 1941년 3월 "중동에서의 최근 성공적인 연합 작전을 인정하여" 바스 훈장 대십자장(GCB)을 받았고, 1942년 7월에는 서스캠프턴주 비숍스 월섬의 준남작이 되었다. 1942년 말부터 1943년 초까지 그는 드와이트 D. 아이젠하워 장군 휘하에서 근무하며 연합 원정군 해군 사령관을 맡았다. 이 역할에서 커닝엄은 북아프리카의 영미 연합군 상륙작전(횃불 작전)을 지원하는 대규모 함대를 지휘했다. 아이젠하워 장군은 그의 일기에서 그에 대해 다음과 같이 말했다.
앤드루 브라운 커닝엄 경 제독. 그는 나의 부하들 중에서 절대적인 이타심, 에너지, 임무에 대한 헌신, 임무 지식, 그리고 연합 작전의 요구 사항 이해 면에서 최고라고 생각한다. 그의 탁월한 자격에 대한 나의 의견은 단 한 순간도 흔들린 적이 없다.

1943년 1월 21일, 커닝엄은 해군 원수로 진급했다. 1943년 2월, 그는 지중해 함대 사령관 직책으로 복귀했다. 3개월 후, 북아프리카의 추축군이 항복 직전에 있을 때, 그는 아무도 도망치지 못하게 하라고 명령했다. 그의 불같은 성격에 걸맞게 그는 함대에 "침몰시키고, 불태우고, 파괴하라: 아무것도 통과시키지 마라"라고 신호했다. 그는 허스키 작전, 배이타운 작전, 아발란체 작전 등 시칠리아에 대한 영미 연합군의 상륙 작전에 사용된 해군 병력을 감독했다. 1943년 9월 11일 아침, 이탈리아 함대가 항복했을 때 커닝엄은 몰타에 있었다. 커닝엄은 해군성에 전보를 보내 "이탈리아 전함 함대가 현재 몰타 요새의 포구 아래 정박해 있음을 각하께 알려드리게 되어 기쁩니다"라고 알렸다.

### 제1해군경 (1943년~1946년)
1943년 10월, 커닝엄은 더들리 파운드 경의 사망 후 제1해군경 겸 해군 참모총장이 되었다. 이 진급은 그가 탐내던 지중해 함대 사령관직을 포기해야 한다는 것을 의미했고, 그는 존 커닝엄 제독을 후임으로 추천했다. 제1해군경으로서, 그리고 합동 참모 위원회의 일원으로서, 커닝엄은 전쟁의 나머지 기간 동안 해군의 전체적인 전략 방향을 책임졌다. 그는 카이로, 테헤란, 얄타, 포츠담 등 주요 회의에 참석하여 연합군이 노르망디 침공과 영국 함대의 태평양 배치 등 미래 전략을 논의했다.
안트베르펜 항구는 노르망디 상륙작전 이후 연합군에게 필수적이었지만, 커닝엄 제독과 램지 제독은 연합군 원정 최고사령부(SHAEF)와 몽고메리에게 독일군이 접근로를 장악하고 있는 한 항구가 쓸모없다고 경고했다. 그러나 몽고메리는 스헬데 전투를 연기했고, 항구 개방 지연은 겨울이 다가오기 전 연합군 병력 증강에 심각한 타격을 주었다.

## 은퇴

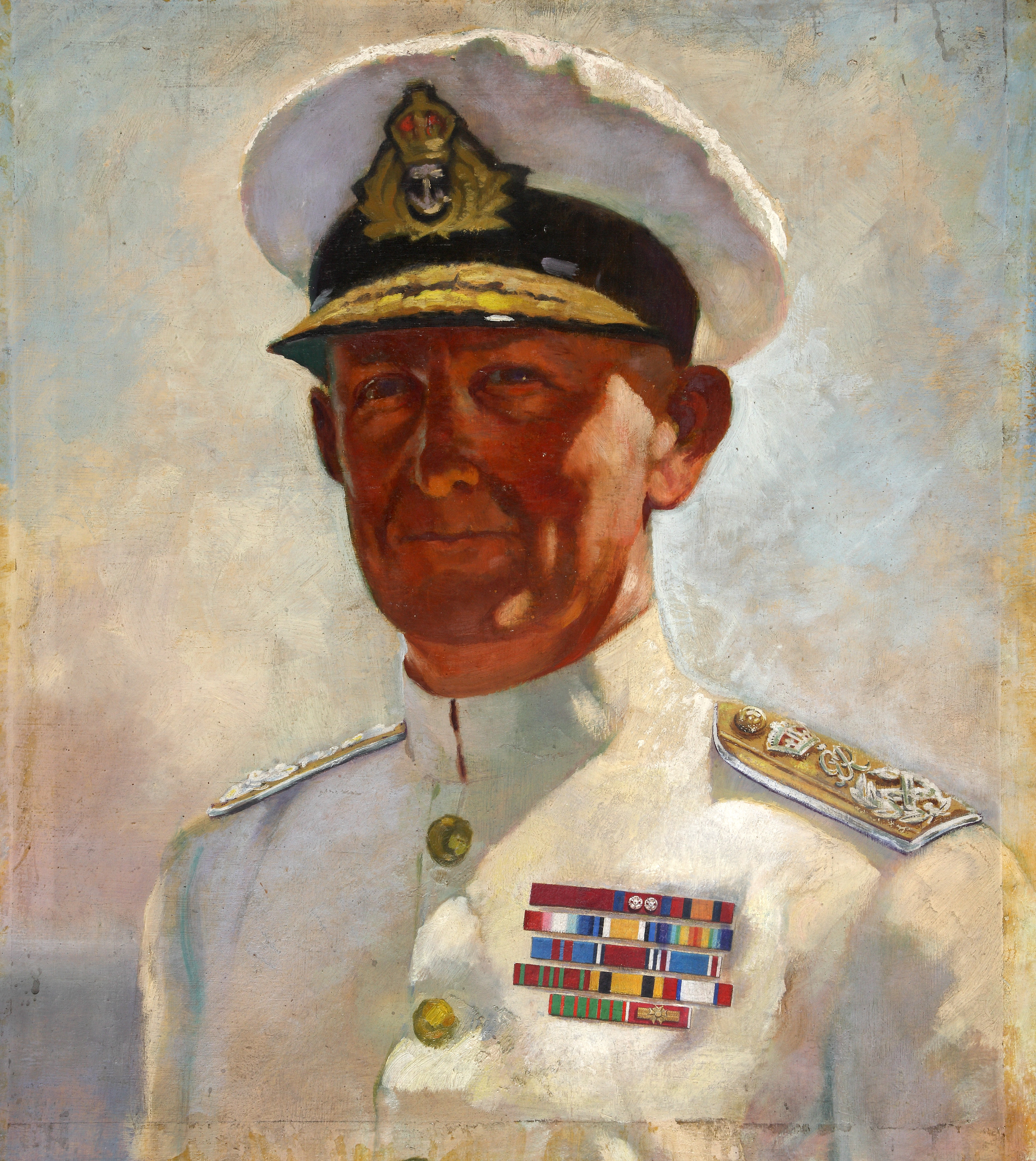
1943년경 정보부의 의뢰로 그려진 커닝엄의 초상화

1945년 1월, 커닝엄은 시슬 훈장 기사 작위를 받았고, 셀커크 주 커크호프의 하인드호프의 커닝엄 남작으로 귀족 작위를 받았다. 그는 1945년 전쟁이 끝날 때 은퇴할 자격이 있었지만, 평시로의 전환을 해군이 이끌고 은퇴하기로 결심했다. 1945년 클레멘트 애틀리가 영국 총리로 당선되고 그의 전후 합의가 시행되면서 국방 예산이 대폭 삭감되었다. 대규모 조직 개편은 커닝엄에게 도전이었다. "우리는 평화를 위해 재편성하는 것보다 전쟁을 하는 것이 훨씬 쉽다는 것을 곧 깨달았다." 세 군 모두의 예산 압력으로 인해 해군은 커닝엄이 예상했던 것보다 더 큰 규모의 감축 프로그램에 착수했다.

1945년 5월 7일 다우닝 가 10번지 정원에서 참모총장들과 함께한 윈스턴 처칠. 왼쪽부터: 공군 원수 찰스 포털; 육군 원수 앨런 브룩; 윈스턴 처칠; 앤드루 커닝엄 제독. 서 있는 사람들: 소장 L. C. 홀리스; 헤이스팅스 이스메이 경.

1945년 10월, 그는 에든버러 대학교 총장으로 선출되었다. 그는 1946년 새해 영예 목록에서 셀커크 주 커크호프의 하인드호프 자작 커닝엄으로 승격되었고, 그 해 6월 메리트 훈장을 받았다. 1946년 5월 말, 평시로의 전환을 감독한 후 커닝엄은 제1해군경 직책에서 은퇴했다. 커닝엄은 그와 부인 커닝엄 여사가 전쟁 전에 구매한 햄프셔 비숍스 월섬의 '팰리스 하우스'라는 "시골의 작은 집"으로 물러났다. 그들은 둘 다 바쁜 은퇴 생활을 보냈다. 그는 가끔 상원에 참석했으며, 특히 1940년 지브롤터 사령관에서 해임된 더들리 노스 제독과 관련된 영국 해군에 대한 언론 성명에 그의 이름을 빌려주었다. 커닝엄과 몇몇 생존한 함대 제독들은 노스에 대한 정의를 확보하기 위해 노력했으며, 1957년에 부분적으로 성공적인 입증을 이루어냈다.
그는 여러 직책으로 바쁘게 지냈다. 1950년과 1952년에 스코틀랜드 교회 총회 고등 대표를 역임했으며, 1953년에는 엘리자베스 2세의 대관식에서 왕실 집사장으로 활동했다. 이 기간 동안 커닝엄과 그의 아내는 그의 종손인 조크 슬레이터를 포함한 가족과 친구들을 그들의 넓은 정원에서 맞이했다. 커닝엄은 1963년 6월 12일 런던에서 사망했으며, 포츠머스 해상에 해장되었다. 그의 결혼 생활에서 자녀가 없었으므로 그의 작위는 그의 사망과 함께 소멸되었다.
프란타 벨스키가 만든 커닝엄의 흉상이 1967년 4월 2일 런던 트라팔가 광장에 에든버러 공작 필립에 의해 공개되었다.
2010년 4월 2010년 에이야퍄들라외쿠들 화산 분출로 인한 항공 교통 방해 이후 유럽 대륙에 고립된 영국 군인 및 항공 승객들을 영국으로 수송하기 위한 영국 해군 작전은 그의 이름을 따서 커닝엄 작전으로 명명되었다.

## 문장

트라팔가 광장에 1967년 4월 2일 에든버러 공작 필립에 의해 공개된 청동 흉상

틀:Infobox COA wide

## 내용주
1. ↑  Simpson, Michael (January 2008). 〈Cunningham, Andrew Browne, Viscount Cunningham of Hyndhope (1883–1963)〉. 《옥스포드 영국 인명 사전》 온라인판. 옥스포드 대학교 출판부. doi:10.1093/ref:odnb/32665. (Subscription 또는 UK 공공도서관 회원 필수.)
2. 1 2 3 4 5  “Taranto 1940”. Royal Navy. 2007년 6월 13일. 2007년 1월 8일에 원본 문서에서 보존된 문서. 2007년 6월 13일에 확인함.
3. ↑  Michael Simpson p. 1
4. 1 2  “D Cunningham Household Census Return, 1901”. 2011년 3월 18일에 확인함.
5. ↑  Cunningham, Andrew Chap.1
6. 1 2  Andrew Cunningham pp. 9–14
7. ↑  Andrew Cunningham p. 13
8. ↑  “Cunningham of Hyndhope”. 《Who Was Who》. A & C Black, an imprint of Bloomsbury Publishing plc, 1920–2008; online edn, Oxford University Press. December 2007. 2012년 12월 1일에 확인함.(구독 필요)
9. 1 2  “Cunningham biography”. History of war. 2007년 6월 11일. 2007년 6월 11일에 확인함.
10. ↑  Michael Simpson pp. 2–3
11. 1 2 3  Michael Simpson Chap1 p .2
12. 1 2  Dartmouth archives 1897–1899 cited by Michael Simpson in the "References" section, p.283
13. 1 2 3 4 5 6  “Cunningham information sheet”. Royal Naval Museum. 2007년 6월 11일. 2007년 7월 13일에 원본 문서에서 보존된 문서. 2007년 6월 11일에 확인함.; quote from source cited.
14. 1 2  Moorehead, Alan pp. 11–28
15. ↑  Tuchman, Barbara p.154
16. ↑  “No. 29214”. 《런던 가제트》. 1915년 7월 2일. 6438쪽.
17. ↑  “No. 29507”. 《런던 가제트》 (Supplement). 1916년 3월 14일. 2870쪽.
18. ↑  “Gallipoli Campaign” (PDF). 임페리얼 전쟁 박물관. 2007년 6월 13일. 2007년 6월 21일에 원본 문서 (PDF)에서 보존된 문서. 2007년 6월 13일에 확인함.
19. 1 2  Michael Simpson p. 13
20. ↑  Michael Simpson p. 14
21. ↑  “History of Dover”. Dover Information website. 2007년 6월 13일. 2007년 6월 15일에 원본 문서에서 보존된 문서. 2007년 6월 13일에 확인함.
22. ↑  “No. 13409”. 《에든버러 가제트》. 1919년 2월 25일. 1023쪽.
23. ↑  Michael Simpson pp. 14–15
24. ↑  “Cowan biography”. HMS Hood association. 2007년 6월 11일. 2007년 6월 11일에 확인함.
25. ↑  Simpson, Michael, Chap 3, Cowans Protege, pp. 17–18
26. ↑  “No. 13545”. 《에든버러 가제트》. 1920년 1월 1일. 7쪽.
27. ↑  “No. 31811”. 《런던 가제트》 (Supplement). 1920년 3월 5일. 2862쪽.
28. ↑  Winton 1998, 72쪽.
29. ↑  Cunningham Service Record. The National Archives. ADM 196/47/82.
30. 1 2  Andrew Cunningham p. 262
31. ↑  Simpson, Michael p. 25
32. ↑  Mackie, Gordon (June 2018). “Royal Navy Senior Appointments from 1865” (PDF). 《gulabin.com》. G. Mackie, p. 121. 2018년 6월 30일에 확인함.
33. 1 2  Cunningham, Andrew p. 158
34. 1 2  Andrew Cunningham ch.7
35. ↑  “Cunningham biography”. HMS Hood association. 2007년 6월 11일. 2007년 6월 11일에 확인함.
36. ↑  “No. 15559”. 《에든버러 가제트》. 1939년 1월 6일. 11쪽.
37. 1 2  Michael Simpson|Chapter 5 p. 42
38. ↑  Michael Simpson p. 43
39. ↑  Michael Simpson p. 44
40. 1 2  Oliver Warner p. 97
41. ↑  Oliver Warner p. 99
42. ↑  Oliver Warner p. 100
43. ↑  Stephen, Martin. Sea Battles in Close-up: World War 2 (Shepperton, Surrey: Ian Allan, 1988), p. 34.
44. ↑  Broome, Jack, Make Another Signal, William Kimber, 1973, ISBN 0-7183-0193-5
45. 1 2 3 4 5  “Cape Matapan: battle”. Royal Navy. 2007년 6월 14일. 2007년 6월 10일에 원본 문서에서 보존된 문서. 2007년 6월 14일에 확인함.
46. 1 2 3 4 5 6  Bernard Edwards, Chapter 11, Cape Matapan
47. ↑  Sebag-Montefiore, Hugh (2001). 《Enigma: The Battle of the Code》. London: Phoenix. 123–125쪽. ISBN 0-7538-1130-8.
48. ↑  Smith, Gordon. “Campaign Summaries of World War 2”. 2007년 9월 27일에 원본 문서에서 보존된 문서. 2007년 8월 20일에 확인함.
49. 1 2 3  “The Battle of Cape Matapan”. Historynet. 2007년 6월 14일. 2007년 9월 27일에 원본 문서에서 보존된 문서. 2007년 6월 14일에 확인함.
50. 1 2 3 4  Long, Gavin (1953). 《Volume II – Greece, Crete and Syria》. 오스트레일리아의 1939-1945년 전쟁. Canberra: 오스트레일리아 전쟁기념관. 2007년 6월 7일에 원본 문서에서 보존된 문서. 2007년 6월 13일에 확인함.
51. ↑  Churchill, Winston; The Second World War Volume III, "The Grand Alliance", Chapter XVI Crete: The Battle. p. 265
52. ↑  Churchill, Winston (1949). 《The Second World War. Vol. 2, Their Finest Hour》. Houghton Mifflin. 229쪽.
53. ↑  “No. 35094”. 《런던 가제트》. 1941년 3월 4일. 1303쪽.
54. ↑  “No. 35586”. 《런던 가제트》. 1942년 6월 5일. 2475쪽.
55. ↑  General Dwight D. Eisenhower, diary entry (10th December 1942)
56. ↑  Paul Bevand (2008년 5월 15일). “Biography of Admiral of the Fleet Sir Andrew Browne Cunningham”. HMS Hood Association. 2008년 7월 25일에 원본 문서에서 보존된 문서. 2008년 8월 8일에 확인함.
57. 1 2 3 4  “Viscount Cunningham”. Royal Navy. 2007년 6월 14일. 2007년 6월 10일에 원본 문서에서 보존된 문서. 2007년 6월 14일에 확인함.
58. ↑  Churchill p. 102
59. ↑  Cunningham Papers p. 270
60. ↑  Beevor, Antony (2012). 《The Second World War》. London: Weidenfiels & Nicolson. 634쪽. ISBN 978-0-297-84497-6.
61. ↑  “No. 16193”. 《에든버러 가제트》. 1945년 1월 9일. 16쪽.
62. ↑  “No. 37305”. 《런던 가제트》. 1945년 10월 12일. 5026쪽.
63. ↑  Michael Simpson p. 209
64. ↑  Michael Simpson pp. 209–213
65. ↑  “New Rector at Edinburgh. Lord Cunningham Elected”. 《The Glasgow Herald》. 1945년 10월 31일. 6면. 2017년 11월 15일에 확인함.
66. ↑  “No. 37461”. 《런던 가제트》. 1946년 2월 8일. 863쪽.
67. ↑  “No. 37598”. 《런던 가제트》 (Supplement). 1946년 6월 4일. 2759쪽.
68. 1 2 3 4  The Cunningham Papers
69. ↑  틀:Edinburgh Gazette
70. ↑  틀:Edinburgh Gazette
71. ↑  “No. 40020”. 《런던 가제트》 (Supplement). 1953년 11월 20일. 6238쪽.
72. ↑  Hans Houterman; Jeroen Koppes. “RN Officers service histories”. 2015년 9월 21일에 원본 문서에서 보존된 문서. 2007년 8월 8일에 확인함.
73. ↑  L. G. Pine, The New Extinct Peerage 1884–1971: Containing Extinct, Abeyant, Dormant and Suspended Peerages With Genealogies and Arms (London: Heraldry Today, 1972), p. 92.
74. ↑  “Bust of Viscount Cunningham of Hyndhope by Franta Belsky”. National Archives. 2013년 2월 24일에 원본 문서에서 보존된 문서. 2017년 5월 23일에 확인함.
75. ↑  “At Your Service: What Have HMS Bulwark & Albion Been Used For?”. Forces.net. 2017년 10월 6일. 2018년 6월 30일에 확인함.

## 더 읽을거리
- Barnett, Corelli (1999). 《Engage the Enemy More Closely》. 호더 앤 스타우턴. ISBN 0-340-55190-9.
- Pack, S.W.C. (1974). 《Cunningham the Commander》. B.T. Batsford Ltd. ISBN 0-7134-2788-4.
- Murfett, Malcolm (1995). 《The First Sea Lords from Fisher to Mountbatten》. Westport. ISBN 0-275-94231-7.
- Heathcote, Tony (2002). 《The British Admirals of the Fleet 1734–1995》. Pen & Sword Ltd. ISBN 0-85052-835-6.
- Simpson, Michael (2004). 《Cunningham, Andrew Browne, Viscount Cunningham of Hyndhope (1883–1963), naval officer, in Dictionary of National Biography》. Oxford University Press.